# Brian Kemp
Brian Porter Kemp, född 2 november 1963 i Athens i Georgia, är en amerikansk republikansk politiker och affärsman. Han är Georgias guvernör sedan den 14 januari 2019. Innan Kemp valdes till guvernör var han Georgias statssekreterare från 2010 till 2018. 
Kemps övervakning av val och valdata som statssekreterare har rört om kontroverser och anklagelser om missbruk av makt, en anklagelse som han förnekar. Under valet år 2016 var Kemp den enda statliga tjänstemannen att avvisa hjälp från USA:s inrikessäkerhetsdepartement för att skydda mot rysk inblandning.

## Biografi
Kemp föddes som son till William L. Kemp II. Kemp tog examen vid Athens-akademin år 1983. Han tog examen vid University of Georgia, där hans huvudämne var jordbruk.

## Guvernör i Georgia

### Guvernörsvalet år 2018
Kemp kandiderade mot demokraten Stacey Abrams, i mellanårsvalet 2018. Under valkampanjen omfamnade Kemp Trump-liknande politik och teman. Kemp kandiderade på att vara emot Medicaid expansion och att genomföra de "strängaste" abortlagarna i landet.
Kemp provocerade kontroverser med en rad videokampanjannonser där han hotade att kidnappa olagliga invandrare och höll ett hagelgevär i riktning mot en ung man som spelar någon intresserad av att träffa en av Kemps döttrar. Bristen på korrekt vapenskydd vid hanteringen av hagelgeväret i "Jake" annonsen lockade kritik från National Law Enforcement Partnership to Prevent Gun Violence, som sa att annonsen "levererar ett meddelande som fortsätter våld i hemmet och misogyni medan man modellerar ett oerhört osäkert beteende," och uppmanade kritik att annonsen visade ett oansvarigt hantering av vapen. Kemps anhängare betraktade däremot kampanjannonsen som en "lättsam bild av en skyddande, vapenbärande sydstatlig far som granskar en potentiell friare" och Kemp avfärdade kritiken och sa till kritiker att "komma över det". Medlemmar av Kemps familj talade mot annonserna, men sa också att annonserna inte korrekt reflekterar deras erfarenheter med Kemp.
Under kampanjen år 2018 uppmanade före detta presidenten i USA, Jimmy Carter och ett antal Georgia-baserade organisationer, såsom Georgia NAACP, uppmanade Kemp att avgå som statssekreterare medan han kandiderade till guvernör så att han inte skulle kunna övervaka sitt eget val. Kemp har nekat att göra det.

## Privatliv
Kemp är gift med Marty Kemp. Paret har tre döttrar.  